# Drótostót

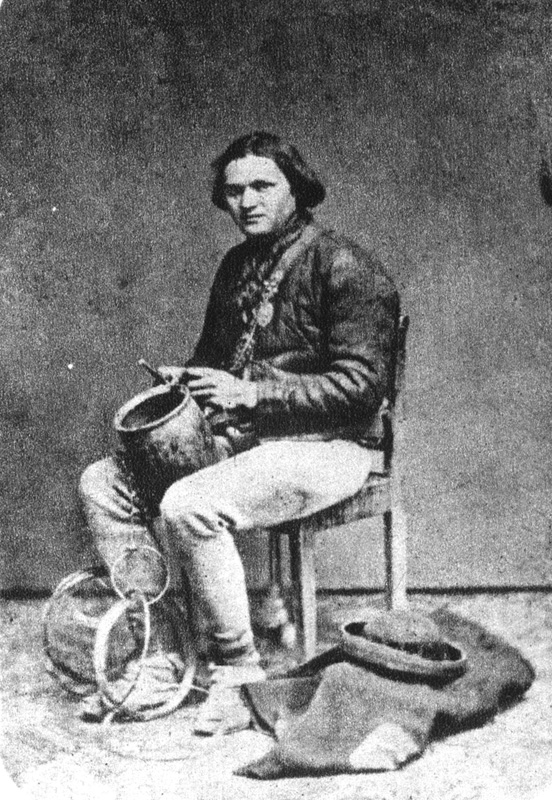
Tizenkilencedik századi vándor iparos

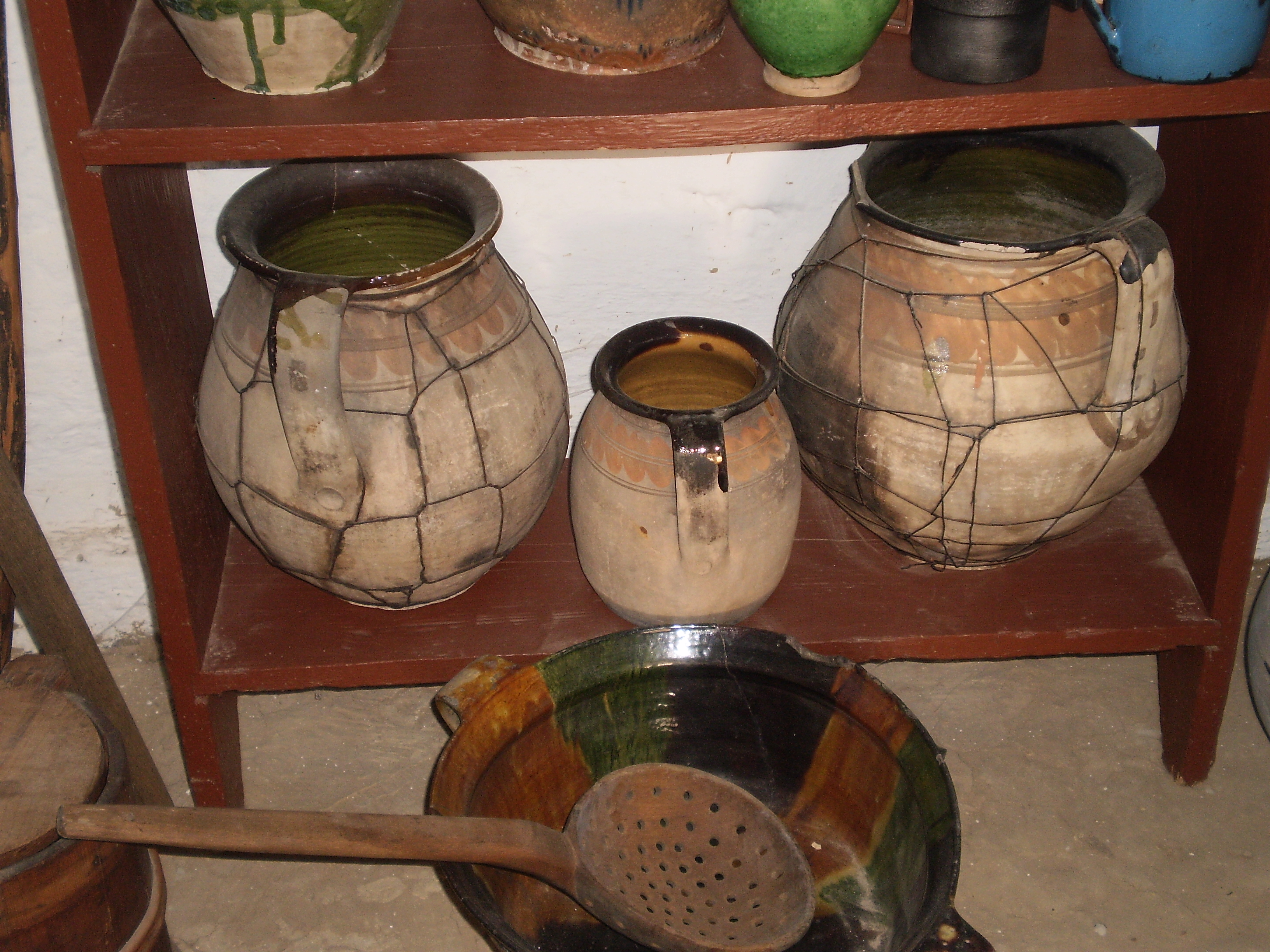
Drótozott edények a szentendrei skanzenben

A drótostót (szlovákul: slovenský drotár) törött cserépedények és lyukas fémedények javításával foglalkozó vándoriparos volt.  
A második világháborúig Budapest jellegzetes alakjai voltak. „Fazikat fótooznyi”, „drótoznyi-fótoznyi” kiáltással járták az utcákat, udvarokat. Többségük Árva, Trencsén vagy Liptó vármegyékből érkezett. A 20. század leghíresebb drótosai Abaúj vármegyéből származtak. Az edényfoltozók  között a szlovákok (tótok) mellett sok cigány is volt. Szerszámaikat, a munkájukhoz szükséges anyagot hátukon faládában hordták. A drótostótok jellegzetes ruházata volt a széleskarimájú kalap és a bocskor. A háború a fővárosnak ezt a színfoltját magával sodorta. Nagytarcsán az 1960-as években még dolgozott egy  drótostót. Kerékpárjára akasztott faládával, a hátsó csomagtartóra kötözött bádoglemez köteggel  járta a falut: "Drotos, dajtye hrünce drotuvaty" –  kántálta.

## Emléke az irodalomban
- Kempelen Győző népszínművet írt A drótostót címmel, melynek zenéjét Allaga Géza szerezte.[1]
- Kőváry E. Péter: Nem jön többé a drótostót (regény az ötvenes évek Békéscsabájáról)[2] (Magvető Könyvkiadó, Budapest, 1984) ISBN 9631401111